# Zakupne
Zakupne (în ucraineană Закупне) este o așezare de tip urban din raionul Cemerivți, regiunea Hmelnîțkîi, Ucraina. În afara localității principale, nu cuprinde și alte sate.

## Demografie
Componența lingvistică a așezării de tip urban Zakupne
     Ucraineană (98,08%)
     Rusă (1,24%)
     Alte limbi (0,69%)
Conform recensământului din 2001, majoritatea populației așezării de tip urban Zakupne era vorbitoare de ucraineană (98,08%), existând în minoritate și vorbitori de rusă (1,24%).